# Holotrichia puttalana
Holotrichia puttalana är en skalbaggsart som beskrevs av Brenske 1900. Holotrichia puttalana ingår i släktet Holotrichia och familjen Melolonthidae. Inga underarter finns listade i Catalogue of Life.